# Муайяд ад-Дин аль-Альками
Муайяд ад-Дин Ибн-аль-’Альками (араб. مؤيد الدين بن العلقمي‎) — визирь и советник последнего аббасидского халифа аль-Мустасима. Родился по разным данным в 1195 либо 1197 году. Некоторыми историками считается не арабом, а персом из Кума. Известен своей спорной ролью во время осады Багдада в ходе монгольского нашествия.

## История
В 1253 Хулагу, внук Чингисхана, покинул Монголию во главе с большой армией с целью уничтожения образований Аббасидов и ассассинов. Быстро опустошив мелкие княжества-осколки государства Хорезмшахов, он послал халифу аль-Мустасиму письмо-приглашение с предложением присоединиться к его военной кампании против исмаилитов, но не получил ответа. К 1256 почти все их крепости, включая замок Аламут, были захвачены, а силы разбиты монголами. В сентябре этого года во время перехода через Хорасан через Великий шёлковый путь он подал халифу ультиматум с требованием разрушения внешней стены Багдада и сдачи хану. Получив уклончивый ответ, монголы начали наступление. В январе 1258 они начали операцию по уничтожению стен Багдада. После повреждений одной из башен ибн аль-Альками, сопровождаемый несторианами (у Хулагу была жена-христианка), попытался договориться с ханом об условиях сдачи, но тот отказался их принимать (среди суннитов также распространена версия, что он был предателем и специально подстроил всё так, запустив войска в город, предварительно распустив армию, отпустив из неё лучших воинов, оставив на защиту лишь 10-тысячное войско, хотя монгольский историк Рашид ад-Дин отрицал это и писал о лояльности визиря халифу и его искренних попытках спасти халифа). Также он не внял предупреждениям о печальной судьбе пытавшихся уничтожить халифа и о том, что в случае смерти халифа перестанут идти дожди, расти растения и восходить Солнце, так как астролог хана предсказал ему удачу. К 10 февраля он прорвался в город и халиф вместе с 300 офиц. лиц и кадиев поспешил предложить безусловный мир. Через 10 дней их всех казнили, включая семью халифа, а город предали огню. Отвратительные запахи жжёных незахороненных трупов вынудили Хулагу выйти из города на неск. дней. Разрушения были не столь сильными, как у др. городов. Некоторые школы и мечети пощадили для перестройки, несторианский патриарх получил почести от хана, а исламский мир впервые в истории остался без халифа.